# 春日部市立看護専門学校
春日部市立看護専門学校(かすかべしりつかんごせんもんがっこう)とは、埼玉県春日部市にある専修学校。

## 概要
埼玉県東部地区の住民の健康と福祉に寄与する人材を育成することを目的とする。主に市内にある春日部市立医療センターを実習先に使用する。

## 学科
- 医療専門課程　看護学科（3年制）